# Tozin
Welliton de Moraes Coimbra (ur. 10 listopada 1984) – brazylijski piłkarz występujący na pozycji napastnika.

## Kariera klubowa
Od 2004 do 2016 roku występował w klubach Gurupi, Tocantinópolis, América, Guarani FC, Legião, Corinthians Alagoano, CSA, CRB, Sagan Tosu, Guaratinguetá, Metropolitano, Nanchang Hengyuan, Cuiabá, Luverdense, Metropolitano, Aparecidense, Najran.